# Vesicularia eligiana
Vesicularia eligiana är en bladmossart som beskrevs av William Russell Buck 2003. Vesicularia eligiana ingår i släktet Vesicularia och familjen Hypnaceae. Inga underarter finns listade i Catalogue of Life.